# VR Bank Südliche Weinstraße-Wasgau
Die VR Bank Südliche Weinstraße-Wasgau eG ist eine selbstständige, regional tätige Genossenschaftsbank mit Hauptsitz in Bad Bergzabern.

## Geschichte
Die Idee zur 1872 gegründeten Bergzaberner Volksbank kam von Hermann Schulze-Delitzsch. Wie alle Banken hatten auch die Vorgängerinstitute der VR Bank Südliche Weinstraße eG mit schweren Zeiten, wie dem Ersten und Zweiten Weltkrieg oder Inflation und Wirtschaftskrise zu kämpfen, trotz allem jedoch wuchs die Bank stetig weiter. 1950 fusionierten die kleinen Ortsbanken mit Nachbarbanken, um größere Einheiten zur technischen Abwicklung zu bilden. 2002 fusionierte die Bank mit der Raiffeisenbank Südliche Weinstraße in Billigheim-Ingenheim, 2017 mit der Raiffeisen- und Volksbank Dahn e.G., Sitz Dahn, und der Raiffeisenbank eingetragene Genossenschaft, Sitz Herxheim bei Landau/Pfalz. Die Bank firmiert seither als VR Bank Südliche Weinstraße-Wasgau eG mit Sitz in Bad Bergzabern.

## Geschäftsgebiet
Das Geschäftsgebiet erstreckt sich von Fischbach bei Dahn bis Hatzenbühl sowie von Annweiler am Trifels bis Schweigen-Rechtenbach.

## Genossenschaftlicher Finanzverbund
Die Bank ist Teil der genossenschaftlichen Finanzgruppe Volksbanken Raiffeisenbanken und Mitglied beim Bundesverband der Deutschen Volksbanken und Raiffeisenbanken (BVR). Sie ist der amtlich anerkannten BVR Institutssicherung GmbH und der zusätzlichen freiwilligen Sicherungseinrichtung des Bundesverbandes der Deutschen Volksbanken und Raiffeisenbanken e.V. angeschlossen.

## Tochtergesellschaften
- Stiftung der VR Bank Südliche Weinstraße-Wasgau eG
- VR Immobilien GmbH
- VR Innovation GmbH
- VR Energiegenossenschaft Südpfalz eG
- Warenhandelsgesellschaft Südpfalz mbH, Winden
- VR Baulandentwicklungsgesellschaft Südpfalz mbH, Landau